# همگامی برای جمهوری سکولار دموکرات در ایران
همگامی برای جمهوری سکولار دموکرات در ایران یک ائتلاف سیاسی جمهوری‌خواه است که از پنج حزب و سازمان سیاسی اپوزیسیون جمهوری اسلامی ایران تشکیل شده‌است. این ائتلاف هدف خود را تأسیس «جمهوری سکولار دمکرات در ایران» اعلام کرده‌است. اتحاد جمهوری‌خواهان ایران، جبهه ملی ایران-اروپا، حزب چپ ایران، سازمان های جبهه ملی ایران در خارج از کشور و همبستگی جمهوری‌خواهان ایران اعضای این ائتلاف هستند. ائتلاف همگامی برای جمهوری سکولار دموکرات در روز پنج‌شنبه ۱۸ اسفند ۱۴۰۱ با صدور اطلاعیه‌ای موجودیت خود را اعلام کرد.

## تأسیس ائتلاف
پنج حزب و سازمان جمهوری‌خواه در روز ۱۸ اسفند ۱۴۰۱ با صدور اطلاعیه‌ای اعلام کردند که پس از مدتی همکاری نزدیک و اتخاذ مواضع سیاسی مشترک پیرامون رویدادهای ایران، مناسبات خود را ارتقاء بخشیده و وارد روند ائتلاف شده‌اند. این احزاب در این اطلاعیه که همچنین همچنین حاوی پیوستی با عنوان «دیدگاه های همگامی برای جمهوری سکولار دموکرات در ایران پیرامون وضعیت سیاسی کشور و جنبش زن، زندگی، آزادی» بود، از تدوین دیدگاه‌های مشترک خود تحت عنوان «دیدگاه‌های همگامی» و انتشار آن در کنفرانسی مطبوعاتی در اوایل سال ۱۴۰۲ خبر دادند.
متن این سند مشتمل بر یک مقدمه و ده ماده با عنوان «مبانی همگامی (منشور همگامی)» در روز ۱۱ فروردین ۱۴۰۲ قبل از برگزاری کنفرانس مطبوعاتی توسط دبیرخانهٔ همگامی برای جمهوری سکولار دموکرات در ایران منتشر شد. به دنبال آن در روز ۱۴ فروردین ۱۴۰۲ کنفرانس مطبوعاتی همگامی برای جمهوری سکولار دمکرات در ایران در کتابخانهٔ مرکزی دانشگاه لندن برگزار شد که محمود جعفری از جبههٔ ملی ایران–اروپا، بهروز خلیق از حزب چپ ایران ، مریم سطوت از اتحاد جمهوری‌خواهان ایران، مهدیه گلرو از همبستگی جمهوری‌خواهان ایران و همایون مهمنش از سازمان‌های جبههٔ ملی ایران در خارج از کشور در آن شرکت داشتند.
تأسیس ائتلاف همگامی با واکنش برخی فعالان و سازمان‌های سیاسی مواجه شد. جمعی از فعالان سیاسی که اکثراً از امضاکنندگان بیانیهٔ ۶۷۳ جمهوری‌خواه سکولار دمکرات بودند، با انتشار بیانیه‌ای از تشکیل این ائتلاف استقبال کرده و آن را گامی مؤثر در راستای تشکیل ثقل جمهوری‌خواهی در ایران دانستند. سازمان مجاهدین خلق ایران با انتشار متنی در سایت رسمی این سازمان اعلام کرد که «صرفنظر از سوابق و اختلافات دیرین سیاسی و خط مشی» از این ائتلاف استقبال می‌کند. احسان هوشمند فعال سیاسی اصلاح‌طلب و ملی-مذهبی با انتشار یادداشتی در روزنامهٔ شرق با اشاره به عدم استفاده از واژهٔ «ملت ایران» به انتقاد از بیانیهٔ اعلام موجودیت همگامی پرداخت و لفظ استفاده‌شدهٔ «مردم ایران» را «مبهم و کش‌دار و نامشخص در ترمینولوژی علم سیاست» عنوان کرد که به باور او نشان‌دهندهٔ عدم باور به مفهوم «ملت ایران» است که برای هوشمند اهمیت دارد. دبیرخانهٔ همگامی برای جمهوری سکولار دموکرات در ایران در واکنش به این یادداشت نامه‌ای خطاب به روزنامهٔ شرق منتشر کرد و در آن هوشمند و روزنامهٔ اصلاح‌طلب شرق را از باور داشتن اعضای این ائتلاف به مفهوم «ملت ایران» خاطرجمع کرد و وعده داد که از این واژه در متن منشور همگامی استفاده خواهد کرد. با این وجود روزنامهٔ شرق از انتشار نامهٔ دبیرخانهٔ همگامی خودداری کرد.

## مبانی همگامی (منشور همگامی)
1. ما از نظام حکم‌رانی جمهوریِ دمکراتیک دفاع می‌کنیم، مخالف حکومت فردی، موروثی، دینی و ایدئولوژیک هستیم، باورمندیم به تفکیک قوای قانون‌گذاری، قضائی، اجرایی و استقلال قوهٔ قضائیه، قضات، و دستگاه های ارتباط جمعی (مطبوعات، انتشارات، رادیو و تلویزیون و نیز رسانه‌های مجازی)، اصل تناوب قدرت، انتخابی‌بودن مجلس و رئیس‌جمهور، حفظ یک‌پارچگی سرزمینی/تمامیت ارضی ایران، تمرکززدایی و تأمین حق دمکراتیکِ برابریِ حقوق اتنیکی، جدائی دین و دولت (در معنایی معادل state و با ساختاری سکولار- لائیک)، تکثرباوری یا پلورالیسم سیاسی، تنوع‌پذیری فرهنگی و اتنیکی، قوام‌یافتن جامعهٔ مدنی و توسعهٔ سیاسی، استقرار دولت مدرن، سکولار، دمکرات، قانون‌مدار و کارآمد.
2. ما بر حقوق برابر شهروندان، تنوع سبک زندگی و اجرای بی‌خدشهٔ اعلامیهٔ جهانی حقوق بشر و پروتکل های الحاقی آن تأکید داریم. تبعیض های نهادینه‌شده مسئله‌ای جدی در کشور ماست که مهم‌ترینِ آن‌ها حقوق زنان است و در کانون کنش های ما قرار دارد. ما بر امنیت قضائی شهروندان پای می فشاریم و بر این باوریم که تمام شهروندان، بدون استثناء، در مقابل قانون از حقوق برابر برخوردارند؛ هیچ فردی بالاتر از قانون نیست و هیچ فردی نباید به خاطر جنسیت، گرایش جنسی، قومیت، عقیده، ایمان، باورهای مذهبی یا سیاسی و سبک زندگی از حقوق شهروندی خود محروم شود.
3. آزادی زندانیان سیاسی، آزادی های سیاسی و اجتماعی، فعالیت آزادانهٔ احزاب سیاسی، آزادی رسانه ها، آزادی عقیده، بیان، مذهب، هنر، ادبیات، گردش آزاد اطلاعات، حق دسترسی مردم به اطلاعات، آزادی‌های آکادمیک و استقلال دانشگاه‌ها، برگزاری اجتماعات، تظاهرات، آزادی تشکل و سازمان یابی گروه های اجتماعی، تقویت و تشکیل سندیکاهای کارگری، نهادهای صنفی، ازجمله معلمان، وکلا، هنرمندان و سازمان های مردم نهاد (سمن) و تأکید بر ظرفیت آن‌ها برای حل مشکلات اجتماعی به‌موازات نهادهای دولتی جزو اصول مسلم برنامهٔ عمل ما محسوب می شوند. ما شکنجه، اعدام و قصاص را طرد و محکوم می‌کنیم، خواهان حذف مجازات اعدام از قوانین جزائی کشور هستیم، و کلیهٔ مجازات های مغایر با ارزش های انسانی را نقض حقوق انسانی می‌دانیم. به اعتقاد ما، دور باطل طرد و حذف و انتقام گیری‌های سیاسی باید به پایان رسد.
4. رعایت حقوق بشر و استقرار دموکراسی در کشور مستلزم رفع هرگونه تبعیض جنسیتی در تمامی ابعاد و تأمین برابری حقوق همگان است. ما تأکید داریم بر تضمین حقوق زنان، ال‌جی‌بی‌تی‌کیو (LGBTQ) و دگرباشان جنسی در خانواده و جامعه، پایان‌بخشیدن به هرگونه تبعیض جنسیتی، مبارزه با خشونت علیه زنان، ال‌جی‌بی‌تی‌کیو (LGBTQ) و دگرباشان جنسی، و فراهم آوردن امکانات لازم برای رشد استعدادها و توانائی‌های آنان در حوزهٔ اشتغال، آموزش و دیگر عرصه‌های زندگی فردی و اجتماعی.
5. کشور ما نیازمند اقتصادی شکوفا برای تأمین رشد و توسعهٔ مستمرست. توسعهٔ اقتصادی از طریق رشد بخش مولد اقتصاد ملی، سرمایه‌گذاری و کاربست تکنولوژی جدید، حفظ محیط زیست، رفاه اجتماعی همگانی، فقرزدائی، قوانین بین‌الملی کار، ارتقاء راندمان کار، کاهش هزینه های تولید، به‌کارگیری نیروهای متخصص و مدیران کارآمد و توزیع عادلانهٔ درآمد امکان‌پذیرست. اقتصاد ما باید از یک اقتصاد مصرفی، رانتی، غیررقابتی و توزیعی به اقتصادی مولد، ثروت زا، رقابتی، دانش محور و در پیوند با اقتصاد جهانی گذر کند؛ دگرگونی ساختار نظام مالیاتی، پایان‌دادن به انحصار در حوزه های مختلف اقتصادی و اختصاص درآمد نفت و گاز در خدمت ایجاد اشتغال، بالابردن تولید و توسعهٔ زیرساخت های کشور ازجمله اهداف ماست.
6. نظام سیاسی جمهوری اسلامی یکی از فاسدترین نظام های جهانی‌است. مدیریت ناسالم، رانت‌خواری، معافیت مفسدان اقتصادی از مجازات همگی تجلی‌بخش فساد ساختاری آن است. ولایت فقیه از گسترش رانت به‌عنوان عاملی برای فساد، حامی پروری و حفظ نظام استفاده می کند. نگاه ایدئولوژیک و تقدم آن بر تخصص و شایسته سالاری موجب گسترش باندهای مافیایی و مروج فساد اقتصادی شده‌است. ما تأکید داریم بر مبارزه علیه فساد، شفافیت سیاسی، اقتصادی و حقوقی، نظارت رسانه ها، اتحادیه‌ها، مجامع صنفی و سازمان های غیردولتی بر فعالیت های اقتصادی دولت، بنیاد ها و توانمندسازی جامعهٔ مدنی.
7. آزادی، عدالت اجتماعی، توسعهٔ اقتصادی و سیاسی همگی لازم و ملزوم یکدیگرند. ما خواستار ایجاد امنیت اجتماعی و فرصت‌های برابر برای دسترسی همگان به مسکن، بهداشت، ممنوعیت کار کودکان، آموزش رایگان و امکانات رفاهی هستیم؛ و پای می فشاریم بر تأمین اجتماعی همه‌جانبه و فراگیر، شامل بیمه های درمانی، بیکاری، از کارافتادگی و توانمندسازی گروه های کم درآمد جامعه، حق کار مبتنی بر کرامت انسانی و کاهش فاصلهٔ طبقاتی. ما از آزادی فعالیت اقتصادی، و ایجاد اشتغال پشتیبانی می کنیم.
8. کشور ما با یک بحران بزرگ محیط زیستی مواجه‌است و برای خروج از این بحران، به اقدامات بنیادین نیاز دارد؛ از یک‌سو، با خشک‌سالی، سدسازی های بی‌رویه، کاهش سفره های آب زیرزمینی، فرسایش خاک، خشک‌شدن تالاب ها، کوچک‌ترشدن دریاچه ها و تنگناهای کشاورزی، و از سوی دیگر، انواع آلودگی های زیست‌محیطی، به‌ویژه آلودگی هوا روبه‌روست که حیات ملت ایران را به‌طور فزاینده ای با خطرات جدی مواجه کرده‌است. صدها شهر در تأمین آب آشامیدنی دچار محدودیت ها و مشکلات بسیار هستند. ما بر اختصاص بودجهٔ ضروری، تجدیدنظر در سیاست های بلندمدت تولید انرژی و مصرف منابع آب، گسترش همکاری های منطقه ای و بین‌المللی در این راستا تأکید داریم.
9. هم‌بستگی ملی ایرانیان، در گروی تأمین و تضمین حقوق برابر همهٔ اجزاء تشکیل دهندهٔ ملت ایران قرار دارد. از میان برداشتن نابرابری و تبعیض اتنیکی و مذهبی و دیگر اشکال نابرابری، ازجمله شروط ضروری گذار ایران به دموکراسی و توسعهٔ پایدار و حفظ یکپارچگی سرزمینی کشور است. سیاست توزیع متوازن قدرت از طریق واگذاری امور محلی از سطح روستا تا استان به نهادها و مسئولان منتخب مردم و مبتنی بر تساوی حقوق شهروندی و کاهش فاصلهٔ سطح زندگی پیرامون با مرکز، می‌تواند هم‌بستگی ملی را ریشه دارتر و حاکمیت دموکراتیک را تثبیت و تضمین کند. ما به ترویج آزادانه و شکوفائی تمامی زبان های رایج در میهنمان به‌عنوان میراث فرهنگی، گنجینهٔ ملی و نمادهای هویت ملی مردم ایران باور داریم و زبان فارسی را به عنوان زبان مشترک ایرانیان در سراسر کشور می شناسیم.
10. مبانی سیاست خارجی ما، بر تأمین امنیت و منافع ملی، استقلال سیاسی و تأکید بر سیاست خارجی مبتنی‌بر صلح، احترام متقابل، دوستی میان ملت‌ها، هم‌کاری با همسایگان، برقراری مناسبات عادی با همهٔ کشورها ازجمله با آمریکا و اسرائیل، عدم مداخله در امور داخلی دیگر کشورها، خروج از مناطق بحرانی منطقه، مخالفت با دخالت‌ها و تعرضات سیاسی و نظامی از سوی قدرت‌های خارجی در امور داخلی ایران، مبارزه برای برقراری صلح، نابودی سلاح های کشتار جمعی، منع تولید آن‌ها در سطح منطقه و جهان، مبارزه با هرگونه سلطه طلبی و دفاع از تمامیت ارضی کشور در برابر تهدیدات خارجی استوار ست.[۱۰]